# Druid Hills (Georgia)
Druid Hills – miejscowość spisowa w Stanach Zjednoczonych, w stanie Georgia, w hrabstwie DeKalb.